# Лінден (Гаяна)
Лінден (англ. Linden) — друге за розміром місто держави Гаяна, адміністративний центр регіону Верхня Демерара-Бербіс.

## Географія
Місто розташоване на річці Демерара, за 105 км на південь від столиці країни міста Джорджтаун.

### Клімат
Місто знаходиться у зоні, котра характеризується вологим тропічним кліматом. Найтепліший місяць — жовтень із середньою температурою 27.2 °C (81 °F). Найхолодніший місяць — січень, із середньою температурою 25.7 °С (78.3 °F).
| Клімат Ліндена          | Клімат Ліндена | Клімат Ліндена | Клімат Ліндена | Клімат Ліндена | Клімат Ліндена | Клімат Ліндена | Клімат Ліндена | Клімат Ліндена | Клімат Ліндена | Клімат Ліндена | Клімат Ліндена | Клімат Ліндена | Клімат Ліндена |
| Показник                | Січ.           | Лют.           | Бер.           | Квіт.          | Трав.          | Черв.          | Лип.           | Серп.          | Вер.           | Жовт.          | Лист.          | Груд.          | Рік            |
| Середня температура, °C | 25,7           | 25,7           | 26,1           | 26,2           | 26,4           | 26,2           | 26,2           | 26,7           | 27,1           | 27,2           | 27             | 26             | 26,4           |
| Норма опадів, мм        | 212.6          | 134.2          | 130.4          | 186.2          | 323.8          | 336.5          | 318.5          | 232.9          | 136.5          | 141.8          | 151            | 250.1          | 2554.5         |
| Днів з опадами          | 23,2           | 14,7           | 15,3           | 17             | 25,7           | 20,2           | 27,2           | 18,9           | 13,4           | 13,5           | 16,6           | 21,9           | 227,6          |
| Вологість повітря, %    | 81.1           | 78.7           | 78.1           | 80.2           | 83.6           | 84.3           | 82.9           | 80.7           | 79.4           | 79.2           | 79.8           | 81.8           | 80.8           |
| ----------------------- | -------------- | -------------- | -------------- | -------------- | -------------- | -------------- | -------------- | -------------- | -------------- | -------------- | -------------- | -------------- | -------------- |
| Джерело: Weatherbase    |                |                |                |                |                |                |                |                |                |                |                |                |                |

## Історія
На початку XX століття в цій місцевості взагалі не було ніяких поселень. У 1913 році американський геолог Джордж Байн Маккензі виявив тут поклади бокситів. У 1914 році він придбав тут землю, і заклав шахту, а також придбав дерев'яні баржі для вивезення видобутої руди. У 1916 році була створена компанія «Demerara Bauxite Company Limited» (DEMBA). В результаті її діяльності в наступні десятиліття відбувся промисловий розвиток території, і виникло поселення, яке отримало назву «Маккензі».
У 1970 році, коли Гаяна була проголошена «кооперативною республікою», селища Маккензі, Вісмар і Кристіанбург були об'єднані в місто, що отримало назву «Лінден» - за першим з імен прем'єр-міністра країни Ліндона Форбса Самсона Бернхема.

## Населення
У 2002 році населення Ліндена становило 29 298 осіб.

## Економіка
Економіка міста як і раніше пов'язана в основному з видобутком бокситів.